# Distrofia corneal
Las distrofias corneales son un conjunto de enfermedades que se caracterizan por producir pérdida  progresivas de la transparencia  de la córnea sin la existencia de inflamación.
La córnea es la porción más  anterior y transparente del ojo por la cual penetran los rayos de luz en el mismo. Cuando pierde su transparencia por una distrofia, la consecuencia es disminución  de visión de grado variable dependiendo de la extensión de la zona afectada.
Este grupo de enfermedades en su mayor parte están determinadas genéticamente.  Se conoce con exactitud en la mayoría de ellas el defecto  genético preciso que las ocasiona.
Los primeros síntomas pueden aparecer entre los 10 y los 40 años y tienen carácter bilateral, es decir afectan a los dos ojos.  Evolucionan de forma lenta  y progresiva.

## Tipos
La córnea está compuesta básicamente por un conjunto de capas.  La más externa que está en contacto con el aire es el epitelio anterior, a continuación se encuentra la membrana de Bowman,  el estroma corneal,  la membrana de Descemet y por último el endotelio que es la capa más interna.
Las distrofias corneales se clasifican en 4 grupos, dependiendo de la capa de la córnea a la que afectan primordialmente y pueden dividirse en:
- Epiteliales
  - Distrofia de la membrana basal epitelial o distrofia microquística de Cogan.
  - Distrofia de Meesmann

- De la capa de Bowman
  - Distrofia de Reis-Bücklers
  - Distrofia de Thiel-Behnke

- Del estroma
  - Distrofia reticular tipo I o de Biber-Haab-Dimmer.
  - Distrofia reticular tipo II o síndrome de Meretoja.
  - Distrofia corneal de Schnyder
  - Distrofia granular
  - Distrofia corneal de Avellino
  - Distrofia macular corneal.[6]
  - Distrofia en forma de gota gelatinosa

- Endoteliales
  - Distrofia endotelial de Fuchs
  - Distrofia polimorfa posterior
  - Distrofia endotelial hereditaria congénita (CHED)

## Tratamiento
Una de las opciones terapéuticas es el trasplante de córnea o queratoplastia. Al tratarse de un grupo de enfermedad diferentes cuya expresión clínica es variable según el caso concreto, no es posible unificar un protocolo general de tratamiento.